# Mesorhaga breviapendiculata
Mesorhaga breviapendiculata är en tvåvingeart som beskrevs av Meijere 1916. Mesorhaga breviapendiculata ingår i släktet Mesorhaga och familjen styltflugor. Inga underarter finns listade i Catalogue of Life.